# Соєрвілл (Іллінойс)
Соєрвілл (англ. Sawyerville) — селище (англ. village) в США, в окрузі Макупін штату Іллінойс. Населення — 268 осіб (2020).

## Географія
Соєрвілл розташований за координатами 39°4′55″ пн. ш. 89°48′16″ зх. д. / 39.08194° пн. ш. 89.80444° зх. д. (39.081894, -89.804500).  За даними Бюро перепису населення США в 2010 році селище мало площу 2,59 км², з яких 2,56 км² — суходіл та 0,04 км² — водойми.

## Демографія
Згідно з переписом 2010 року, у селищі мешкало 279 осіб у 115 домогосподарствах у складі 79 родин. Густота населення становила 108 осіб/км².  Було 129 помешкань (50/км²).
Расовий склад населення:
| - 95,3 % — білих - 0,7 % — корінних американців - 0,4 % — чорних або афроамериканців - 0,4 % — азіатів |

До двох чи більше рас належало 3,2 %. Частка іспаномовних становила 1,1 % від усіх жителів.
За віковим діапазоном населення розподілялося таким чином: 20,8 % — особи молодші 18 років, 63,4 % — особи у віці 18—64 років, 15,8 % — особи у віці 65 років та старші. Медіана віку мешканця становила 42,5 року. На 100 осіб жіночої статі у селищі припадало 100,7 чоловіків;  на 100 жінок у віці від 18 років та старших — 93,9 чоловіків також старших 18 років.
Середній дохід на одне домашнє господарство  становив 50 575 доларів США (медіана — 40 536), а середній дохід на одну сім'ю — 56 868 доларів (медіана — 41 917). За межею бідності перебувало 26,3 % осіб, у тому числі 54,8 % дітей у віці до 18 років та 4,0 % осіб у віці 65 років та старших.
Цивільне працевлаштоване населення становило 85 осіб. Основні галузі зайнятості: роздрібна торгівля — 18,8 %, мистецтво, розваги та відпочинок — 18,8 %, освіта, охорона здоров'я та соціальна допомога — 17,6 %.